# 纽芬兰法语
纽芬兰法语（法语：Français terre-neuvien）是主要于加拿大纽芬兰岛西部Port au Port Peninsula使用的法语方言。纽芬兰法语由法国本土的渔夫于18世纪至19世纪带来，与其它加拿大法语的来源不同。因为纽芬兰法语口音与魁北克法语、阿卡迪亚法语和海洋省份法语均不相同，而与圣皮埃尔和密克隆群岛使用的诺曼底口音和布列塔尼口音接近。由于与阿卡迪亚法语和纽芬兰英语接触，纽芬兰法语使用者趋于减少。